# Hegymagas
Hegymagas est un village et une commune du comitat de Veszprém en Hongrie.